# Fusulinidae

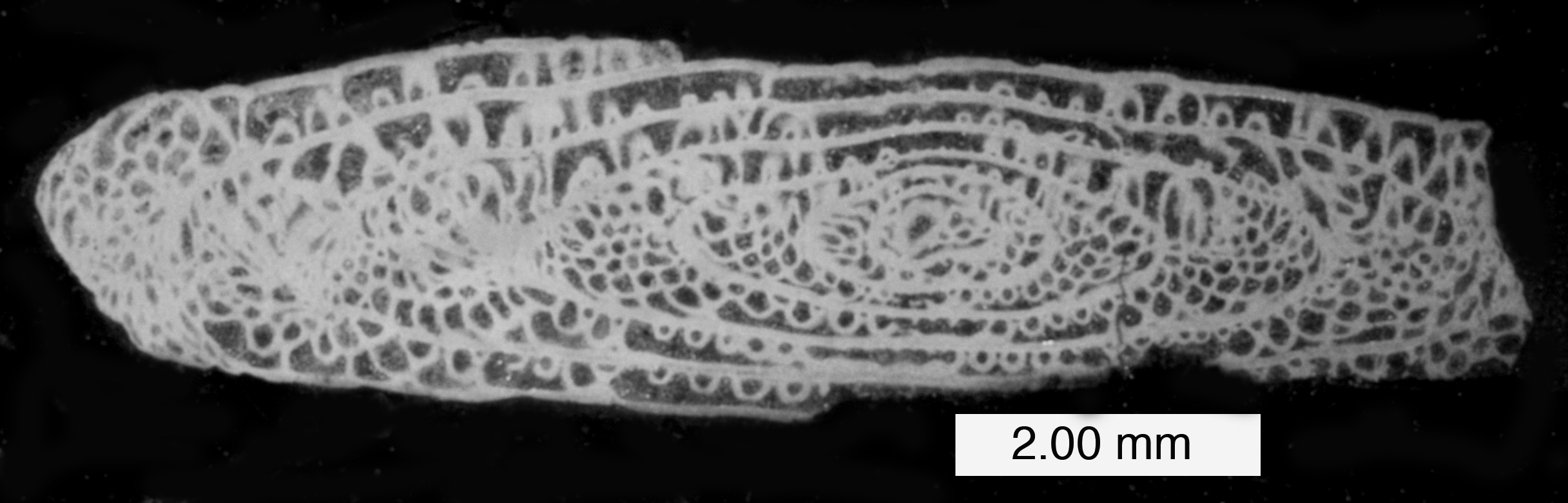
Sezione di Triticites sp. proveniente da Plattsmouth Chert; Red Oak, Iowa; periodo Permiano.

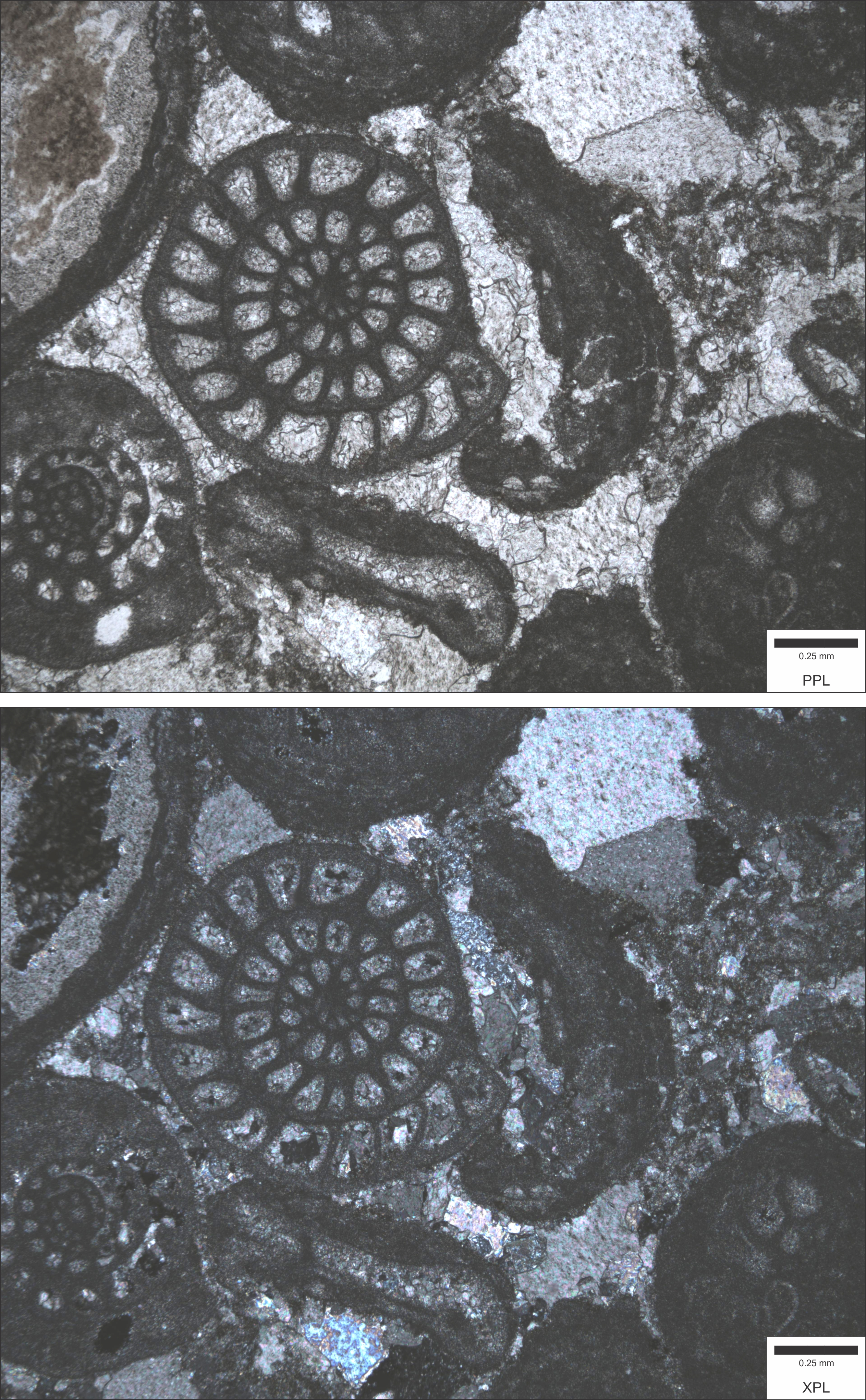
Sezione sottile di calcare organogeno a fusoline (membro di Stoner della formazione Stanton, nel Nebraska, Carbonifero superiore).

I fusulinida, o fusulinidi, sono un gruppo estinto di macroforaminiferi (protozoi), caratterizzati dall'avere un guscio calcareo di grandi dimensioni, che compaiono al limite tra il Carbonifero inferiore e il Carbonifero superiore e si estinguono dopo 100 milioni di anni verso la fine del Permiano, dando origine a più di 150 generi ed oltre 6000 specie.
Sono utilizzati come fossili guida.

## Caratteristiche
Il guscio ha una struttura microgranulare, costituito da minuti granuli di calcite, generalmente a forma fusiforme più o meno rigonfia.
Sono foraminiferi pluriloculari ad avvolgimento planispirale involuto. Il guscio si forma in seguito all'avvolgimento a spirale, attorno ad un asse, in genere allungato, di una lamina calcarea detta spiroteca o muraglia.
Juvenarium è l'insieme della prima camera (proloculus) e dei primi giri.
La loro distribuzione è stata così vasta che i loro fossili hanno formato anche intere formazioni calcaree, come la Formazione Cottonwood nel Kansas.